# 张延范
张延范（?—?），五代十国后周、北宋大臣。
后周显德六年（959年）十月，南唐太子李弘冀卒，周世宗命御厨使张延范担任使者吊祭。殿中侍御史郑起，见赵匡胤手握禁兵，有人望，于是给宰相范质写信，让他防备，范质不听。宋朝建立，郑起出掌泗州市征，张延范担任泗州刺史、检校司徒，郑起称呼他太保。郑起家贫，常骑着骡子，一天，跟随张延范出近郊，张延范让郑起行马，郑起说：“此骡也，安用过呼！”张延范很讨厌他，密奏起嗜酒误事，北宋乾德元年（963年）十二月，宋太祖以殿前侍御史郑起为西河令。蔡州團練使張延範作为廣州知州，失火将公帑香藥、珠貝、犀象焚烧殆盡，张延範上奏不實，又放縱私奴三輩向部下受贿。御史府案得其狀，宋太宗先命於廣州市斬杀其奴，太平兴国二年（977年）五月癸酉，贬張延範為護國行軍司馬。